# ريكارد بيرغ (كاتب سير)
ريكارد بيرغ (بالنرويجية البوكمول: Rikard Berge)‏ هو كاتب نرويجي، ولد في 7 نوفمبر 1881 في Rauland ‏ في النرويج، وتوفي في 26 سبتمبر 1969 في شين في النرويج.